# Biserica fortificată din Jidvei
Biserica evanghelică fortificată din Jidvei, județul Alba, a fost construită în secolul XV. Biserica figurează pe lista monumentelor istorice 2010, cod LMI AB-II-a-A-00241.

## Istoric și caracteristici
Biserica fortificată din Jidvei se încadrează în tipul cel mai simplu al acestor fortificații, fiind prevăzută cu două curtine și un turn de poartă. Biserica a fost modificată în 1705, inițial ea fiind, probabil, o bazilică romanică cu trei nave și cor rectangular. În jurul bisericii a fost ridicată prima centură de ziduri, la distanța de 10-12 m, aceasta mai poate fi observată azi la est și la vest de turnul de poartă, iar cea de a doua incintă a fost ridicată la distanțe cuprinse între 13-17 m de biserică, ea incluzând și turnul de poartă de formă pătrată, cu patru nivele de apărare prevăzute cu metereze mici. Zidurile curtinelor au grosimea de 1,10 m, fiind realizate din zidărie de piatră și cărămidă,  iar la centura exterioară apar contraforturi de susținere.
Fortificația se datează în două etape, după istoricul Gheorghe Anghel: prima curtină și  turnul de poartă se datează la sfârșitul secolului XV, iar cea de a doua curtină poate fi încadrată în prima jumătate a secolului XVI.

## Galerie de imagini

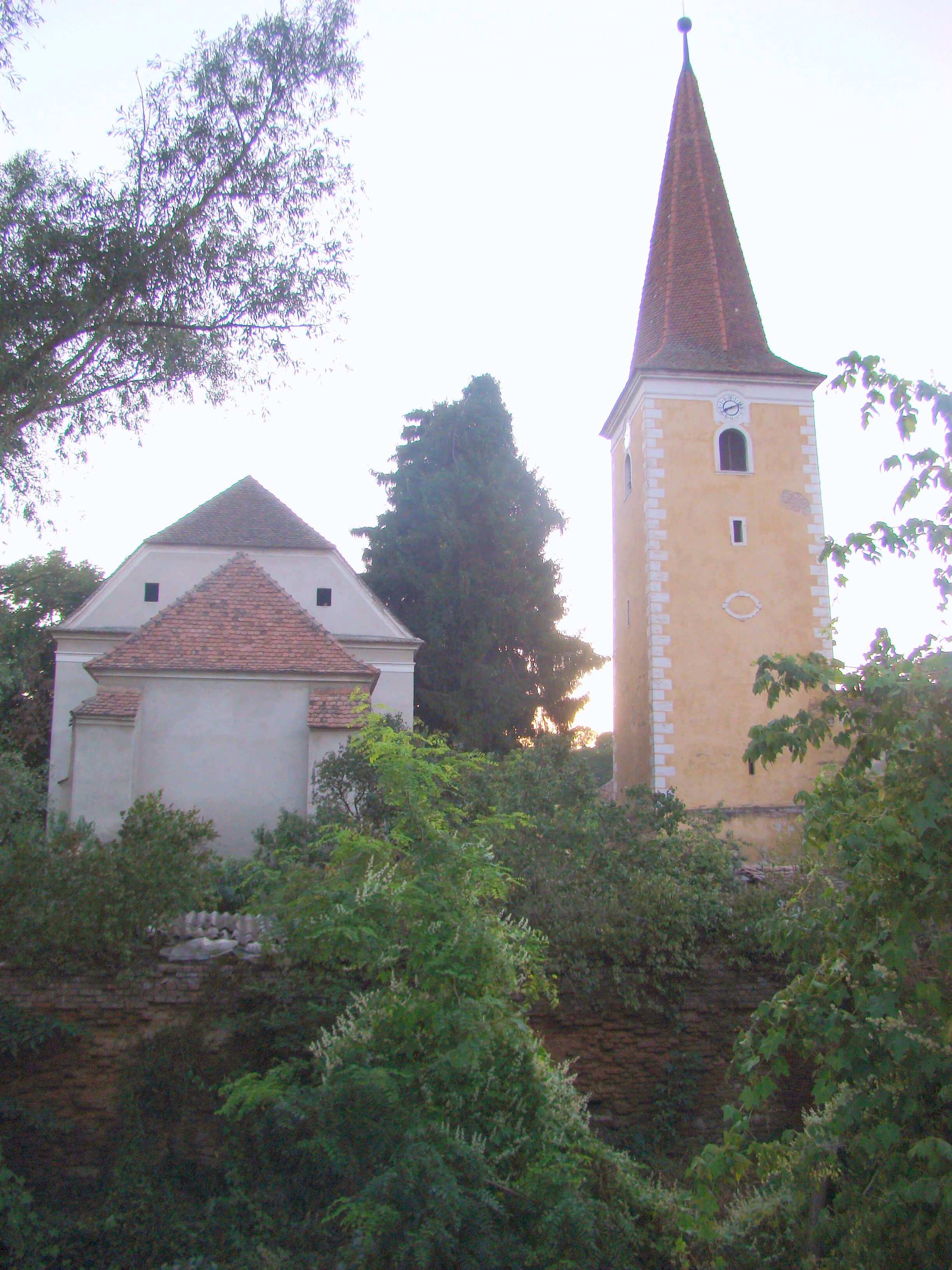
Turnul-clopotniță, nava și un rest din centura de ziduri
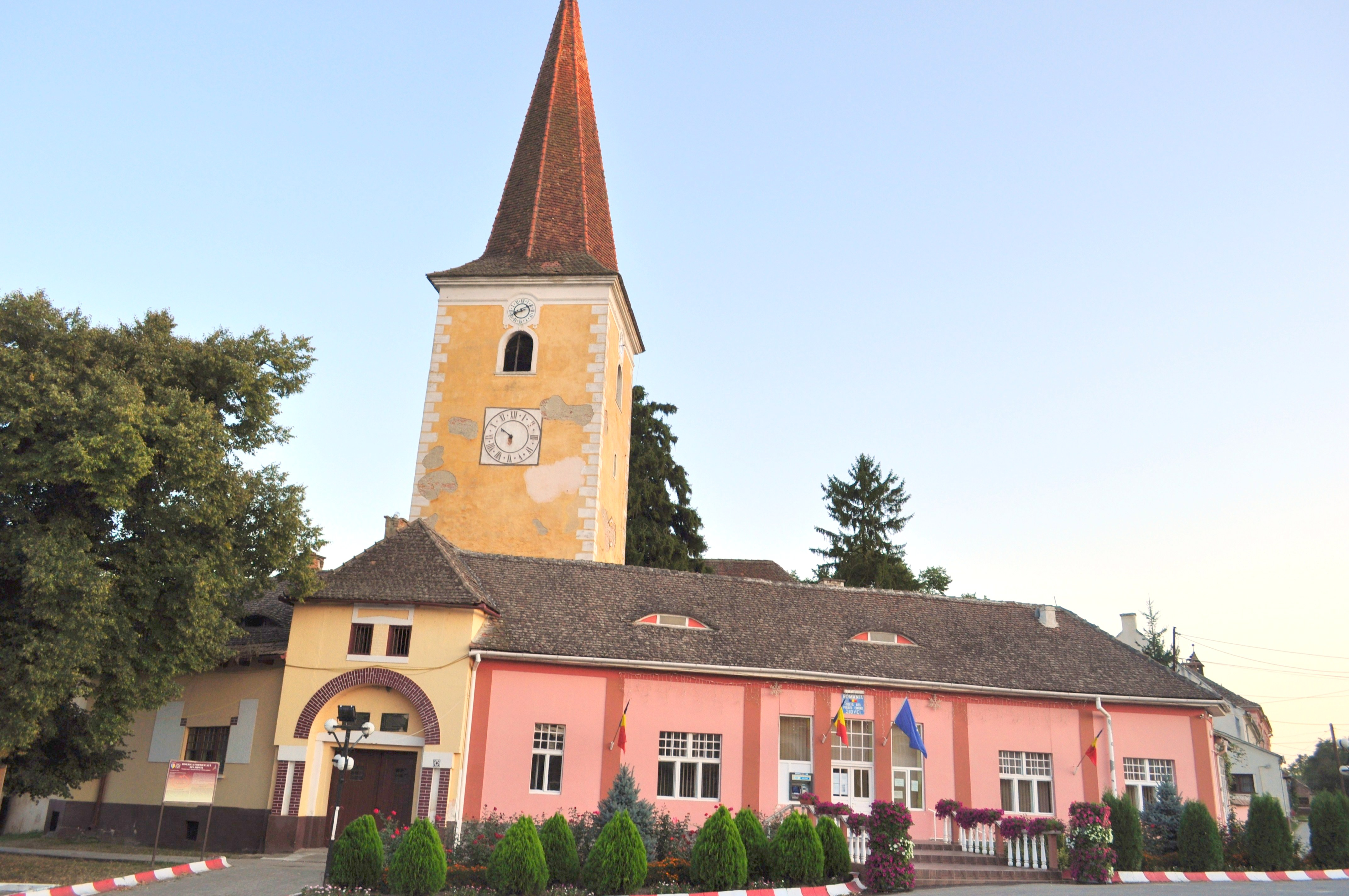
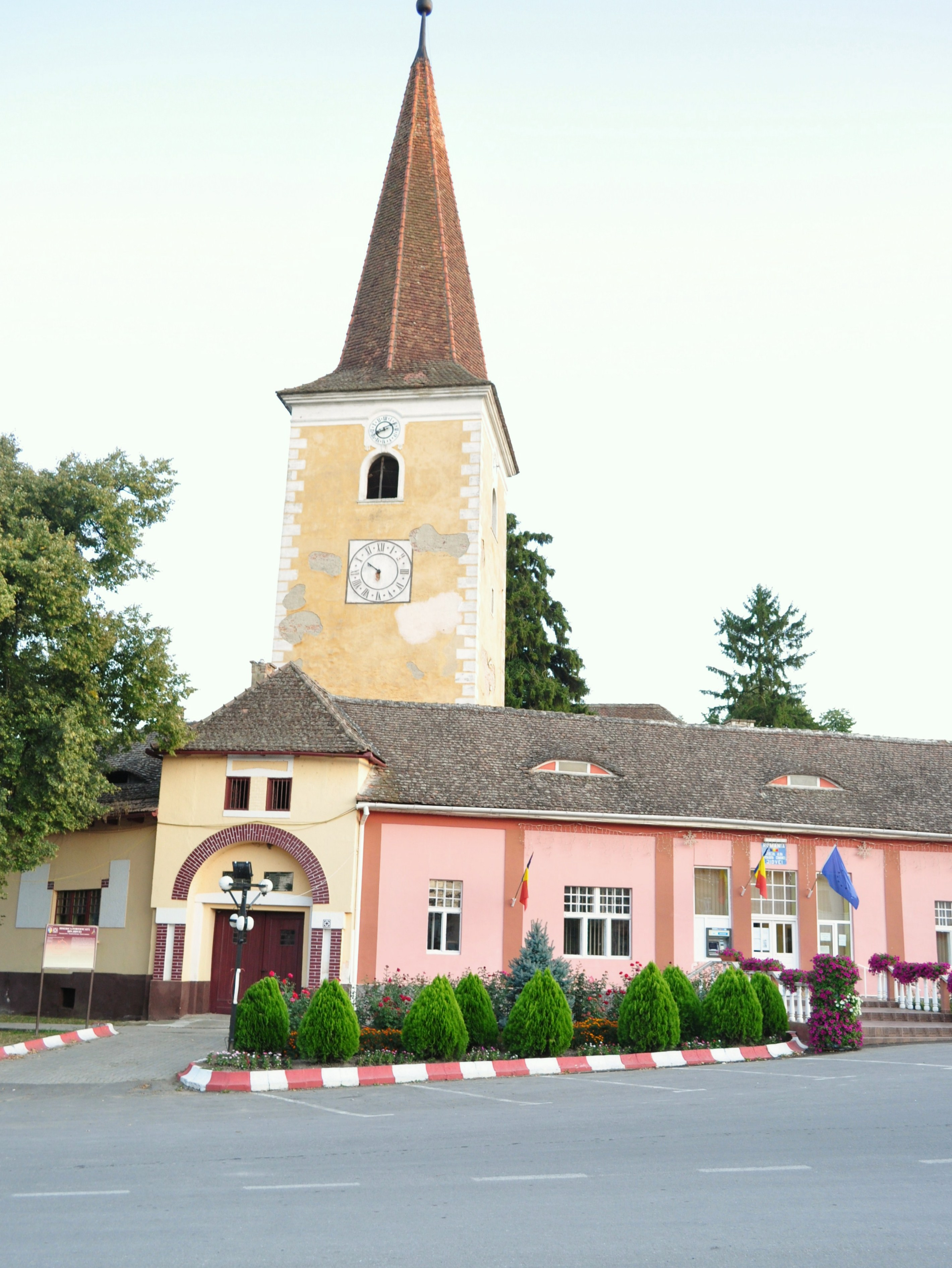